# Яструб-імітатор
Яструб-імітатор (Accipiter imitator) — хижий птах роду яструбів родини яструбових ряду яструбоподібних. Це рідкісний птах, ендемік Соломонових островів.

## Опис
Довжина птаха 28–33 см, довжина хвоста 13–16 см, розмах крил 53–63 см. Спина чорна, груди та шия білі або чорні, живіт білий. Очі темно-червоні.

## Поширення
Яструб-імітатор є ендеміком Соломонових островів. Мешкає на островах Бугенвіль, Шуазель, Санта-Ісабель, можливо на Макірі. Населяє тропічні рівнинні та гірські ліси на висоті до 1000 м над рівнем моря.

## Збереження
Це рідкісний і малодосліджений вид. З 2000 року МСОП визначає його стан як вразливий. За оцінками, в природі збереглося менш як 1000 яструбів-імітаторів.